# GȘ-23
GȘ-23 (în rusă ГШ-23, GȘ de la Griazev-Șipunov)  este un tun automat cu două țevi, de calibru 23 mm, dezvoltat în Uniunea Sovietică pentru a fi folosit de avioane militare. A intrat în dotare în anul 1965, înlocuind modelul NR-23. Funcționează după principiul Gast, inventat de inginerul german Karl Gast în anul 1916. Este o armă cu două țevi în care mecanismul intern al unei țevi acționează și cealaltă țeavă. În varianta GȘ-23L, țevile sunt dotate cu frâne de gură, pentru a atenua reculul. Tunul este fabricat sub licență și în România de către SC Uzina Mecanică Cugir. 